# Tensta, Uppsala kommun
Tensta (uttalas [²tɛnːsta] Tennsta med grav accent) är kyrkbyn i Tensta socken i Uppsala kommun i Uppland. År 2000 klassades byn som en småort under namnet Travenberg (Tensta kyrka)
Tensta kyrka ligger här.

## Historia
Tensta omtalas första gången 1292 ('in gurgite Tensta'), då Röd Keldorsson (Färla) tillkänna gav att han kommit överens med Israel Petersson (Finstaätten) som ägde jord i byn att få bygga en kvarn vid Tensta fors. 1316 upptas tre kyrkolandbor i Tensta i förteckningen över vad hertig Valdemar uppburit av kyrkogodsen i Tiundaland. Sten Turesson (Bielke) skänkte 1419 en kvarn i Tensta till Uppsala domkyrka. 1473 bytte kyrkoherden i Tensta, Erik Nilsson till sig kvarnen hot en gatubod i Uppsala. 1541-69 omfattde byn 5 1/2 kyrkohemman, ett Sankt Erikshemman med tillhörande kvarn, ett frälsehemman (tillhörde 1567 Gabriel Kristiernsson Oxenstierna) samt två skatteutjordar.
Vid storskiftet delades byn i bydelarna Brogården, Travenberg och Norra Tensta.